# Giuseppe Versaldi
Giuseppe Versaldi (sinh 1943) là một Hồng y người Italia của Giáo hội Công giáo Rôma. Ông hiện đảm nhận rất nhiều các trọng trách như: Tổng Trưởng Thánh Bộ Giáo dục Công giáo, Đại diện Giáo hoàng tại Hội đoàn Đức Mẹ Vô Nhiễm Nguyên Tội, Thành viên Hội đồng Xem xét kháng án từ các tu sĩ bị cáo buộc tội nghiêm trọng, Chủ tịch Hội Giáo hoàng về Ơn gọi giáo sĩ, Giám đốc Học viện Giáo hoàng cao cấp Latinità, Chưởng ấn Đại học Giáo hoàng Gregorian, Chưởng ấn Học viện Giáo hoàng về Thánh nhạc, Chưởng ấn Học viện Giáo hoàng về Khảo cổ học Kitô giáo và Chưởng ấn Học viện Giáo hoàng về Khoa Ả rập và Hồi giáo.

## Tiểu sử
Hồng y Versaldi sinh ngày 30 tháng 7 năm 1943 tại Villarboit (Vercelli), Italia. Sau quá trình tu học, Phó tế Velsaldi được thụ phong chức linh mục ngày 29 tháng 6 năm 1967, bởi Tổng giám mục Albino Mensa, Tổng giám mục Tổng giáo phận Vercelli chủ sự. Vị linh mục trẻ trở thành thành viên linh mục đoàn Tổng giáo phận này.
Ngày 4 tháng 4 năm 2007, Tòa Thánh công bố bổ nhiệm linh mục Giuseppe Versaldi, 64 tuổi, làm Giám mục chính tòa Giáo phận Alessandria (della Paglia). Lễ tấn phong cho tân giám mục được cử hành sau đó vào ngày 26 tháng 5 cùng năm, bởi các vị chủ sự nghi thức gồm: Enrico Masseroni, Tổng giám mục Vercelli làm chủ phong và hai giám mục phụ phong Fernando Charrier, Nguyên Giám mục Alessandria (della Paglia) và Natalino Pescarolo, Nguyên giám mục Giáo phận Cuneo. Tân giám mục chọn khẩu hiệu:Christi minister. Ông chính thức nhậm chức ngày 10 tháng 6 năm 2007.
Ngày 21 tháng 9 năm 2011, Tòa Thánh chọn Giám mục Versaldi làm Chủ tịch Văn phòng Kinh tế Tòa Thánh, đồng thời Giáo hoàng cũng ban đặc ân thăng hàm Tổng giám mục cho ông. Trong Công nghị Hồng y 2012 được cử hành ngày 18 tháng 2, Giáo hoàng Biển Đức vinh thăng Tổng giám mục Versaldi tước vị Hồng y Nhà thờ Sacro Cuore di Gesù a Castro Pretorio. Ngày 15 tháng 6 sau đó, ông đã đến nhận nhà thờ hiệu tòa của mình. Ngày 18 tháng 2 năm 2013, ông trở thành Đại diện Giáo hoàng tại Hội đoàn Đức Mẹ Vô Nhiễm Nguyên Tội. Trong triều đại tân giáo hoàng, ông tiếp tục giữ chức nhiệm này.
Tân Giáo hoàng Phanxicô tái bổ nhiệm ông vào chức vị Chủ tịch Văn phòng Kinh tế Tòa Thánh cho đến khi thuyên chuyển ông làm Tổng Trưởng Thánh Bộ Giáo dục Công giáo ngày 31 tháng 3 năm 2015. Đi kèm với chức vị Tổng trưởng gồm các chức danh:Chủ tịch Hội Giáo hoàng về Ơn gọi giáo sĩ, Giám đốc Học viện Giáo hoàng cao cấp Latinità, Chưởng ấn Đại học Giáo hoàng Gregorian, Chưởng ấn Học viện Giáo hoàng về Thánh nhạc, Chưởng ấn Học viện Giáo hoàng về Khảo cổ học Kitô giáo và Chưởng ấn Học viện Giáo hoàng về Khoa Ả rập và Hồi giáo.